# Aconcagua (videojuego)
Aconcagua (en japonés アコンカグア) es un videojuego de aventura de 2000 desarrollado por WACWAC! y publicado por Sony Computer Entertainment para PlayStation. Inicialmente fue lanzado sólo en Japón. Es ampliamente considerado como el primer videojuego ambientado íntegramente en la Provincia de Mendoza.
El juego se desarrolla en una montaña, el Aconcagua, después de un accidente aéreo, y permite el cambio de control entre los personajes.

## Argumento
El escenario del videojuego toma lugar en el país ficticio de Meruza, cuyo nombre se basa en la provincia argentina de Mendoza. Argentina se encuentra actualmente en una crisis política como resultado de un movimiento de independencia. Una activista de 33 años llamada Pachamama se embarca en un vuelo como parte de una gira para concitar el respaldo del resto de Sudamérica. Durante el vuelo, terroristas detonaron una bomba de tiempo, lo que hace que el avión se estrelle cerca del pico del Aconcagua; solo cinco pasajeros sobreviven al choque, incluyendo a Pachamama.

## Jugabilidad
En Aconcagua, el jugador controla a otro de los supervivientes, Kato, un periodista japonés cuyo trabajo, junto con el de Pachamama, es guiar a los sobrevivientes de manera segura para bajar la montaña. El videojuego está organizado en una serie de misiones en las que el jugador debe completar desde una perspectiva en tercera persona. Durante el descenso, los terroristas, sabiendo que su plan fracasó, intentan eliminar a los sobrevivientes mediante lanzamientos desde helicópteros. También involucra varias habilidades de resolución de problemas y supervivencia mientras se usan los elementos que quedan del avión caído. El juego presenta más de 80 minutos de escenas cinemáticas para avanzar en la trama. También presenta múltiples resultados y finales posibles, los cuales dependen de las elecciones que el jugador haga durante el juego.
Aconcagua ha sido comparado con los videojuegos Chase the Express, Dino Crisis y Parasite Eve, y la serie de videojuegos de horror de supervivencia Resident Evil. Sin embargo, su modo de juego y su estructura se asemejan más a los juegos de aventura gráfica.

## Desarrollo
Según IGN, Sony intentaba penetrar en el mercado argentino de videojuegos con este título, mientras que GameSpot dijo que programaron el lanzamiento para la llegada de la PlayStation 2, para aumentar las ventas de PS1.

## Lanzamiento
El videojuego se lanzó en Japón el 1 de junio del año 2000. El juego se presentó en la página web de Sony, que mostraba tráileres que incluían diálogos en inglés. Se esperaba que Aconcagua fuese lanzado en América del Norte a fines del 2000, pero nunca fue lanzado allí oficialmente.

## Recepción
La revista de juegos japonesa Famitsu le concedió al videojuego una puntuación de 29 sobre 40.